# 공정 설계
공정 설계, 프로세스 설계, 프로세스 디자인(process design)은 화학공학에서 재료의 원하는 물리적 및 화학적 변형을 위한 단위의 선택 및 순서 지정이다. 공정설계는 화학공학의 핵심이며, 해당 분야의 모든 구성요소를 하나로 모으는 분야의 정점이라 할 수 있다.
공정 설계는 새로운 시설의 설계일 수도 있고 기존 시설의 수정 또는 확장일 수도 있다. 설계는 개념적 수준에서 시작하여 궁극적으로 제작 및 건설 계획의 형태로 끝난다.
공정 설계는 장비 설계와 구별되며, 이는 단위 운영 설계에 더 가깝다. 프로세스에는 종종 많은 단위 조작이 포함된다.